# Poczinok-2 (obwód wołogodzki)
Poczinok-2 (ros. Починок-2) – wieś w Rosji, w rejonie wołogodzkim obwodu wołogodzkiego. W 2021 r. była niezamieszkana.